# All I Need
All I Need je debutové EP polské zpěvačky Margaret, vydané 30. července 2013 ve formátu CD pod vydavatelstvím Universal Music Polska a 3. srpna 2013 jako digital download pod vydavatelstvím Magic Records. Album se skládá z 6 anglickojazyčných kompozic. Na desce se nachází 2 promo singly: „Thank You Very Much” a „Tell Me How Are Ya”. EP se umístilo na 50. místě v polském žebříčku prodejnosti OLiS.

## Seznam skladeb
| #  | Název                 | Autoři                                                                                 | Délka |
| -- | --------------------- | -------------------------------------------------------------------------------------- | ----- |
| 1. | „Thank You Very Much” | Thomas Karlsson, Joakim Buddee                                                         | 3:10  |
| 2. | „Tell Me How Are Ya”  | Thomas Karlsson, Joakim Buddee, Martin Eriksson                                        | 3:27  |
| 3. | „All I Need”          | Thomas Karlsson, Katy Rose, Joakim Buddee, Martin Eriksson                             | 3:53  |
| 4. | „Click”               | Thomas Karlsson, Joakim Buddee, Lovisa Birgersson, Martin Eriksson                     | 3:01  |
| 5. | „Get Away”            | Thomas Karlsson, Joakim Buddee, Martin Eriksson, Małgorzata Jamroży, Olga Czyżykiewicz | 3:26  |
| 6. | „I Get Along”         | Thomas Karlsson, Joakim Buddee, Martin Eriksson                                        | 3:23  |
|    |                       | Celková délka:                                                                         | 20:20 |

## Pozice v žebříčku prodejnosti
| Země   | Žebeříček prodejů (2013)  | Nejvyšší umístění |
| ------ | ------------------------- | ----------------- |
| Polsko | Oficjalna Lista Sprzedaży | 50                |